# Doğanşehir
Doğanşehir est une ville et un district de la province de Malatya dans la région de l'Anatolie orientale en Turquie.

## Histoire
Doğanşehir est le site de la ville byzantine puis arabe de Zapetra, aussi appelée Sozopetra (en grec ancien : Ζάπετρα ou Σωζόπετρα, en arabe : Zibaṭra). En 837, alors qu'elle est aux mains des Arabes, Zapetra est mise à sac par l'empereur byzantin Théophile et ses alliés khurramites. En représailles, le calife Al-Mu'tasim lance une expédition en territoire byzantin qui détruit Amorium, la ville d'origine de Théophile. Les sources byzantines feront de Zapetra le lieu de naissance d'Al-Mu'tasim, probablement pour atténuer par symétrie l'humiliation du sac d'Amorium.